# Índice da cachaça
O índice da cachaça é um indicador econômico que aponta que, quanto menor a confiança do consumidor brasileiro, maior é a venda de cachaça. O aumento do consumo de cachaça é resultado da troca de produtos na cesta do consumidor: o consumidor, em função do preço menor e do teor alcoólico maior, substitui a cerveja por esse produto.
  

O termo apareceu primeiramente em um estudo divulgado em agosto de 2016 pelo Ibope, feito a partir do cruzamento de dados comportamentais dos brasileiros. A empresa, em conjunto com a Confederação Nacional da Indústria, cruzou os números do Índice Nacional de Expectativa do Consumidor (que é medido mensalmente) com as vendas do destilado de cana-de-açúcar em três redes varejistas do país. Fazendo uma divisão da população brasileira, se constatou que em 13 macrosegmentos e 42 segmentos o “efeito cachaça” aparece, não tendo relação direta com a classe social dos indivíduos, e que durante uma crise as pessoas tendem a trocar o lazer obtido em saídas externas e optam por ficar mais recolhidos. O resultado foi medido com a cachaça, porém outras bebidas também aparecem na pesquisa.